# USS Stiletto
USS Stiletto – amerykański torpedowiec z końca XIX wieku.
W 1881 roku amerykańska Komisja Doradcza zleciła budowę przeznaczonych do obrony wybrzeża i portów morskich torpedowców typu Herreshoff. Żaden z nich nie wszedł do służby przed 1888 rokiem, więc w stoczni Herreshoff Manufacturing Co. w Bristol zakupiono w tym roku szybki jacht o drewnianym kadłubie o nazwie „Stiletto”. Budowana pierwotnie dla odbiorcy prywatnego jednostka została wcielona do służby w US Navy w 1887 roku. Wykorzystywana była do różnych doświadczeń i testów, m.in. w 1897 roku przeprowadzono na niej zakończone niepowodzeniem próby z opalaniem kotła paliwem płynnym. W roku 1898 okręt został wyposażony w dwie wyrzutnie torpedowe typu Howell, wykorzystującymi torpedy nowego typu. Okręt ten odegrał ważną rolę przy opracowywaniu procedur taktycznych US Navy, po czym na początku 1911 roku został skreślony z listy floty, a w lipcu tego samego roku złomowany.